# Nasty Savage
Nasty Savage – amerykański zespół metalowy, założony w 1981 pod nazwą Nightmare, działający z przerwami do dziś. Uchodzi za jeden z pierwszych zespołów thrash metalowych, obok Anthraxa, Metalliki czy Slayera.

## Historia
W 1984 wydali demo „Wage of Mayhem”, a debiutancki album, Nasty Savage w 1985.
Rozgłos zyskali w 1987 dzięki drugiemu albumowi – Indulgence, z którego utwór tytułowy i „XXX” stały się jednymi z najbardziej znanych kompozycji zespołu.
Grupa zawiesiła działalność ze względu na konflikty personalne w 1990 roku. W następnych latach formacja reaktywowała się na pojedyncze koncerty, by w 2002 powrócić na najbliższą dekadę.
W 2004 grupa wydała ostatni album studyjny Psycho Psycho dla Crook'd Records, a rok wcześniej jedyny album koncertowy w dyskografii zespołu Cleveland '87.
Wszystkie albumy, do 1989 (oprócz demo z 1984) zespół nagrał dla wytwórni Metal Blade. Penetration Point z 1989 roku wydała Rotten Records.

## Dyskografia
Dyskografia grupy obejmuje 4 albumy studyjne, 2 taśmy demo, 2 EPki, 1 album koncertowy, 1 bootleg i 3 kompilacje:
- „Raw Mayhem” – pierwsza taśma demo, 1984[3],
- „Wage of Mayhem” – druga taśma demo, 1984, album wydany samodzielnie[1][3],
- „Nasty Savage” – debiutancki album studyjny z 1985, dla Metal Blade Records[1][3],
- „Live In Brandon” – bootleg, 1985[7],
- „Indulgence” – album studyjny, 1987, Metal Blade[1],
- „Abstract Reality” – EP, 1988, Metal Blade[1],
- „Indulgence and Abstract Reality” – kompilacja z 1988, Roadrunner Records[1],
- „Penetration Point” – album studyjny, 1989, Rotten Records[1],
- „Nasty Savage and Abstract Reality” – album kompilacyjny, 1990, Metal Balde[1],
- „Cleveland '87” – album koncertowy, 2003, Marquee Records[6][7][3],
- „Wage of Mayhem EP” – EP, 2003, Crook'd Records[7],
- „Psycho Psycho” – zapowiedź albumu, 2004, Crook'd Records[1],
- „Psycho Psycho” – ostatni album studyjny grupy, 2004, Crook'd Records/Metal Blade[5][1],
- „Wage of Mayhem + Rarities (1983–1985)” –  kompilacja 2019, F.O.A.D Records[1].

## Skład

### Aktualny skład (od 2016)[3]
- Ronnie "Nasty" Galletti – wokal (od 1983)
- David Austin – gitara wiodąca (od 1981)
- Pete Sykes – gitara wiodąca (od 2018)
- Scott Carino – gitara basowa (od 2018)
- James Cocker – perkusja (od 2002)

### Byli członkowie[3]
- Ben Meyer – gitara wiodąca (1983–2016)
- Demian Gordon – gitara wiodąca (2016–2018)
- Fred Dregischan – gitara basowa (1983–1985, 2016)
- Chris Moorhouse (zmarły w 1988) – gitara basowa (1987–1988)
- Dezso Istvan Bartha – gitara basowa (1986–1987)
- Richard Bateman (zmarły w 2018) – gitara basowa (1988–2018)
- Curtis Beeson – perkusja (1983–1990, 2004–2012)
- Greg Gall – perkusja (2016)
- Jerry Lynn - wokal (1981-1983)[3]

### Muzycy koncertowi[3]
- Rob Proctor – perkusja (1998)
- Craig Huffman (zmarły w 2012) – perkusja (1998)
- Eric Gosselin – gitara wiodąca (1998)
- John Mahoney – gitara wiodąca (2016)